# Virginie Caprice
Pour les articles homonymes, voir Caprice.
Virginie Caprice, née le 24 juin 1979, est une blogueuse et ex-actrice pornographique française, également mannequin de charme et animatrice de télévision. Elle est apparue dans quelques clips vidéo. Elle s'est fait connaître en remportant le titre de Miss FHM en 2005. Avant de disparaître, son blog aurait reçu plus de 900 000 visiteurs annuels et 5 millions de téléchargements sur le site de partage Dailymotion[réf. nécessaire].

## Biographie

### Ses débuts
En 2002, elle est contactée par un producteur de X allemand pour lui proposer un rôle dans le film Anmacherinnen 15: Enge Spalten. Virginie commence à tourner dans des productions pornographiques, en France et en Allemagne sous la direction de Harry S. Morgan. Elle travaille également comme stripteaseuse au Hustler Club à Paris. En 2005, elle se présente à l'élection de Miss FHM (France) et est élue avec 38 % des voix et pose pour la couverture du numéro 69. En mai 2007, elle intègre l'équipe de FHM Espagne, en tant que « Sex Coach ». En juin 2007, elle choisit le nom de scène de Virginie Caprice pour jouer dans son dernier film X,  Story of Virginie, réalisé par Hervé Bodilis et produit par Marc Dorcel. En août 2007, elle décide de lancer son blog et pose pour plusieurs magazines tels que FHM, Newlook, Entrevue... En février 2008, elle interprète le rôle d'une effeuilleuse dans Un cri dans la nuit, dixième épisode d'une série télévisuelle diffusée sur TF1 et intitulée Paris enquêtes criminelles.
Elle tourne dans de nombreux clips de rap et apparaît ainsi aux côtés de Stomy Bugsy, Laurent Wolf, dans le clip de Secret Story. Elle fait également une apparition dans le film Les Onze Commandements, Les Petites Annonces d'Élie Semoun et Paris, enquêtes criminelles.  Elle a renouvelé pour une année son contrat avec le magazine FHM Espagne pour demeurer sa « Sex Coach ». Toujours en 2008, elle devient la nouvelle ambassadrice des salons Erotica Dream pour une durée de deux ans, soit douze salons.

### Reconversion dans les médias
À l'instar de Clara Morgane, Virginie Caprice utilise sa notoriété d'actrice de films pour adultes afin de se lancer dans une carrière télévisuelle. C'est ainsi qu'en 2008, elle participe à plusieurs émissions de télévision et de radio : Jury de stars, Big buzz, Big buzz trash, Drôle de réveil, 100 % Foot, 100 % Euro, Le Grand Journal de Canal+ (complice topless de Louise Bourgoin), Le Zapping, On va s'gêner, Kiss Fm, NRJ... Elle lance en septembre 2008 un nouveau site baptisé virginie.tv puis en avril 2009, elle lance son propre site communautaire. En mars 2009, Virginie Caprice devient animatrice de Paparanews, la réponse de Virgin 17 au Tellement People de NRJ 12. L'émission est diffusée en première partie de soirée sur Virgin 17. En juin 2010, Virginie Caprice devient chroniqueuse sur le site Portail Secret. Elle y donnera son avis sur l'émission Secret Story tout l'été. Elle décide aussi de fermer son blog. En novembre 2011, Virginie Caprice tourne avec le Palmashow : Very Bad Blagues (la pervenche sexy) et, en décembre 2011, Juste incorrect au Bataclan aux côtés de Gilbert Rozon (hôtesse sur scène). En 2012, Virginie Caprice fait le buzz pour l'Euro 2012 avec des pronostics de foot sexy sous le nom de Vivi la Pieuvre.

### Autres activités
En 2007, Virginie Caprice devient modèle pour la marque Rivaldi. Cette même année, elle fait page de couverture et un article enrichi de photographies d'elle dans FHM magazine, édition espagnole. Elle a également posé pour la nouvelle marque Trust Couture en mars 2008 puis pour une série de photographies d'Arno Lam dans le magazine en ligne de mode Beauty Flow. En 2008, elle lance son propre « Calendrier sexy » pour l'année 2008 puis à la suite du succès de ce premier, elle sort un an plus tard, son « Calendrier sexy 2009 », avec des images du photographe de charme français Christophe Mourthé. Son calendrier paraît sur Paris Première dans l'émission La Nuit des Calendriers. En juin 2009 Virginie Caprice est élue 65e star sexy FHM sur 100. Elle réalise aussi un shoot photo pour le magazine Newlook (version française) de juillet 2009. Elle continue d'alimenter son blog et son site de vidéos. Son blog recevait plus de 900 000 visites par an. En septembre 2010, Virginie Caprice est l'égérie du Entrevue Poker Tours. Virginie Caprice fait la couverture du magazine Guts du mois de novembre et décembre 2010 en Mère Noël. En juin 2011, Virginie Caprice participe à la pub Make Love pour des préservatifs avec Marc-Olivier Fogiel et figure dans des revues telles que FHM. En 2016, elle apparaît dans le clip Zougoulou de Cauet.

### Vie privée
En juillet 2010 Virginie Caprice révèle dans le magazine Public avoir été la maîtresse de Jonathan de Secret Story 3 pendant 3 mois. En août 2010, le paparazzi Jean-Claude Elfassi révèle que Virginie Caprice avait tenté de rejoindre le casting de Secret Story 4.

## Filmographie
| - 2002 : 19 ans et p*tes (Prelude Video Productions) - 2002 : Dépucelée par son père (2002) (Prelude Video Productions) - 2002 : Beurettes gourmandes de sperme (House Productions) - 2002 : Anmacherinnen 15: Enge Spalten, de Harry S. Morgan (Videorama) - 2007 : Story of Virginie, de Marc Dorcel (Vidéo Marc Dorcel) - 2004 : Les Onze Commandements de Michaël Youn Pret à tout | - 2004 : Hôtel commissariat de Gomez et Dubois - 2006 : Hardcore de Stomy Bugsy - 2007 : I wanna chat de Secret Story - 2007 : Quand tu bouges de Douty - 2007 : Normal de Stomy Bugsy - 2007 : Te cracher dans la bouche Joe Houston (clip érotique) - 2008 : Seventies de Laurent Wolf - 2008 : Touch Your Mind de Karine Lima - 2009 : Love U Tonight de Kyle Evans - 2010 : Shawty de Freeyann Le Yak - 2011 : "Qui t'a dit" de Sexion D'Assaut - 2016 : Zougoulou de Cauet - 2007 : Les Petites Annonces, d'Élie Semoun - 2008 : Paris, enquêtes criminelles : Un cri dans la nuit : une strip-teaseuse - 2009 : Paparanews - Virgin 17 (comme animatrice) - 2011 : Very Bad Blagues : La pervenche - 2011 : Juste Incorrect (comme hôtesse sur scène aux côtés de Gilbert Rozon) |

## Photographies
| - Private, n°200 - Newlook - France, n°285, juin 2007 (en couverture) - FHM - France, n°69, avril 2005 Virginie Miss FHM (en couverture) - FHM - Espagne, août 2007 (en couverture) - Entrevue - France, n°184, novembre 2007 (en couverture) - FHM - France, septembre 2008. - Newlook - France, n°310, juillet 2009 (en couverture) | - 2009 : « Virginie Caprice 2009 » par Christophe Mourthé - 2010 : « Virginie Caprice 2010 » par Christophe Mourthé |